# 2026년 K리그1
2026 K리그1(2026 K League 1)은 1983년 '슈퍼리그'에서 시작해 44번째를 맞은 시즌이자 2013년 도입한 승강제 이후 14번째 시즌이다.

## 시즌 개요

### 운영 방식
현행 K리그1 최하위팀과 K리그2 우승팀의 자동승격,강등은 유지되므로, 시즌 최종 12위팀이 K리그2로 바로 강등되고, K리그1 11위와 K리그2 2위는 자동으로 승강 플레이오프를 치른다. K리그2 플레이오프는 3위부터 5위까지의 팀을 대상으로 열리고, 플레이오프 승자는 K리그1 10위와 승강 플레이오프를 치른다.

### 참가 구단
| 클럽             | 지난 시즌 순위 | 첫 리그 참가 | 총 시즌 | 연고지 | 홈구장           | 수용좌석 |
| ---------------- | -------------- | ------------ | ------- | ------ | ---------------- | -------- |
| 전북 현대 모터스 | ?위            | 1995         | 32      | 전북   | 전주월드컵경기장 | 36,781   |

### 권역별 참가 구단
| 지역   | 팀 수 | 해당 팀          |
| ------ | ----- | ---------------- |
| 전라도 | 1     | 전북 현대 모터스 |

## 시즌 순위
| 대회       | K리그1 | 코리아컵 |
| ---------- | ------ | -------- |
| 우승팀     |        |          |
| 우승확정일 | 2026년 | 2026년   |

## 같이 보기
- 2025년 대한민국 축구 리그 시스템

 1부(프로) 2026년 K리그1
 2부(프로) 2026년 K리그2
 3부(세미프로) 2026년 K3리그
 4부(세미프로) 2026년 K4리그
 5부(아마추어) 2026년 K5리그
 6부(아마추어) 2026년 K6리그
 7부(아마추어) 2026년 K7리그
 코리아컵 2026년 코리아컵
- K리그1 관련 문서

 리그 K리그1
 주관 한국프로축구연맹
 컵 대회 코리아컵